# Gemaal De Cruquius

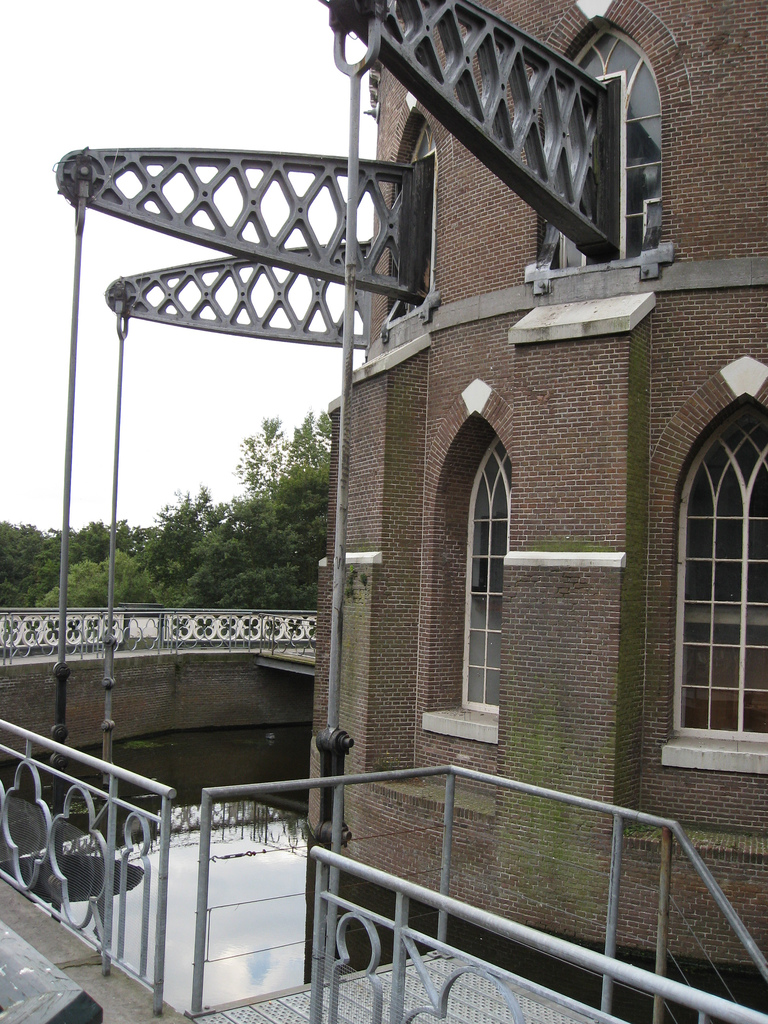
De imposante balansarmen van het gemaal

Gemaal De Cruquius uit 1849 is een van de drie gemalen waarmee de Haarlemmermeer tussen 1849 en 1852 is drooggepompt. Het is de grootste stoommachine ter wereld. Het gemaal is daarna nooit gemoderniseerd en in 1933 buiten werking gesteld. Het behoort tot de Top 100 der Nederlandse rijksmonumenten. Het is genoemd naar de Nederlandse waterbouwkundige Nicolaus Samuelis Cruquius, geboren als Nicolaas Kruik in 1678 te West-Vlieland. De imposante combinatie van techniek en architectuur maken dat De Cruquius een industrieel monument van wereldformaat is. Het gemaal heeft op zijn beurt de naam Cruquius gegeven aan het dorp in de nabijheid.

## Geschiedenis
Het gezichtsverlies door de Belgische onafhankelijkheid in 1830 en twee gevaarlijke stormen in november en december 1836 deden koning Willem I in 1837 besluiten tot het instellen van een staatscommissie die de droogmakingsplannen van het Haarlemmermeer moest beoordelen. Er ontbrandde meteen een felle strijd tussen de voorvechters van de windmolen en die van de stoommachine. De strijd tussen wind en stoom werd door koning Willem I beslecht ten gunste van de vooruitgang. De droogmaking op stoomkracht werd een prestigeproject dat Nederland het industriële tijdperk inloodste. Men had uitgerekend dat er drie stoomgemalen nodig waren om het meer leeg te malen.
In 1840 werd de eerste spade gestoken voor de 63 kilometer lange ringvaart en ringdijk. Nog voordat het meer was omsloten begon in 1845 de bouw van De Leeghwater dat als prototype diende voor de twee andere. De bouw van De Lijnden en De Cruquius begon in 1847 en werd voltooid in 1849. Nog datzelfde jaar werden beide gemalen in gebruik genomen. Na drie jaar en drie maanden was 800 miljoen kubieke meter water uitgeslagen. De Staatscourant van juli 1852 kopte: De Meer is droog! In totaal kostte de droogmaking ruim 10 miljoen gulden.
In tegenstelling tot De Lijnden en De Leeghwater is De Cruquius later niet gemoderniseerd. Het gemaal deed geen actieve dienst meer sinds 1912; vanaf dat jaar was De Cruquius een reservegemaal. In 1932 werd het definitief stilgelegd; de officiële sluiting vond plaats op 10 juni 1933. De stoomketels werden verschroot. De andere twee gemalen waren wel gemoderniseerd en konden vanaf die tijd ook zonder De Cruquius de polder drooghouden.

## Bouw
Alle drie de gemalen zijn gevestigd in neogotische gebouwen met elementen die typerend zijn voor deze stijl, zoals kantelen, zware steunberen, spitsbogen en rijk geornamenteerd traceerwerk. Ook binnen zijn neogotische elementen te vinden, zoals versierde gietijzeren trappen en pilaren. Van de drie gemalen is alleen De Cruquius grotendeels in oorspronkelijke staat bewaard gebleven. De Engelse ingenieurs Gibbs en Dean maakten het ontwerp van de stoommachine. Onderdelen van de machines van de drie gemalen (stoommachine, balansarmen, pompen) werden bij bedrijven in Cornwall en in Amsterdam gebouwd. De stoommachines in Cruquius en Leeghwater zijn gebouwd door het Engelse bedrijf Harvey & Co uit Hayle. De oprichter van dit bedrijf in 1779 was John Harvey en hij was de vader van de vrouw van Richard Trevithick.

## Werking
De machinekamer uit 1849 is nog aanwezig. Hierin staat 's werelds grootste en best bewaarde stoommachine, de Cornish Engine, met een cilinderdiameter van 3,66 m. De machine drijft acht balansarmen aan van elk 10.000 kilo die als tentakels uit de ronde baksteenbouw naar buiten steken. Aan deze armen hangen zuigers die als waterpomp werken. Samen brachten die bij elke slag van de stoommachine 64.000 liter water omhoog naar de ruim vijf meter hoger gelegen houten stortvloer rond de machinekamer, dat daarna door sluizen aan weerskanten van het ketelhuis de ringvaart instroomde.

## Museum
Na 1933 stond De Cruquius enige tijd stil en was verlaten; er waren zelfs plannen het gemaal te slopen. Plannen om De Cruquius als technisch museum te behouden dateren al van 1922. De voorgenomen sloop ging echter niet door, dankzij de inzet van de in 1934 opgerichte Stichting De Cruquius. De Stichting nam het gemaal over voor een symbolisch bedrag van 1 gulden en vestigde er in 1934 een (statisch) museum.
Na een restauratieproject van 20 jaar werd op 4 juni 2002 de machine door prins Willem-Alexander opnieuw (nu hydraulisch) in beweging gesteld. In 2009 verwierf de Vereniging Hendrick de Keyser het gemaal in eigendom. Deze vereniging zet zich al sinds 1918 in voor behoud van gebouwd erfgoed. Het oude gebouw bleek er bouwkundig slecht aan toe, ook door de ondeskundige restauratie van onder meer het voegwerk. Van 2010 tot 2015 werd het opnieuw gerestaureerd en werden casco, houtwerk en metselwerk hersteld. Het pand kreeg ook een grondige schilderbeurt.
In de ketelhuizen geven modellen van molens, stoommachines en opvoerwerktuigen, poldermaquettes, oude kaarten en prenten een beeld van 2000 jaar strijd tegen het water. Een watermaquette toont hoe Nederland eruit zou zien zonder dijken en wat een stormvloed teweeg zou kunnen brengen.
In het museum is ook een van de drie stoommachines uit de Rijksstoomgemaal Arkelse Dam te zien, gebouwd door John Cockerill in Seraing, Luik.
Sinds 2002 is het gemaal een officiële trouwlocatie. De Cruquius is opgenomen in de Europese Route voor Industrieel Erfgoed.
Het museum is gefuseerd met het Historisch Museum Haarlemmermeer tot het Haarlemmermeermuseum Cruquius. In september 2022 kreeg dit museum toestemming om een nieuw museumpaviljoen naast het gemaal te bouwen. In het gebouw zijn de nieuwe entree, tentoonstellingsruimtes, een museumwinkel en een uitbreiding van de bestaande horecavoorzieningen ondergebracht.

## Fotogalerij

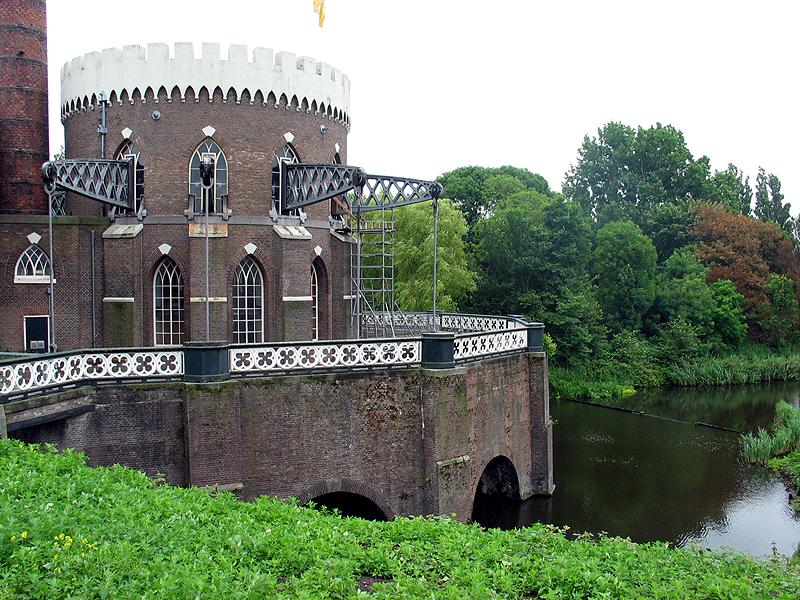
Gemaal De Cruquius
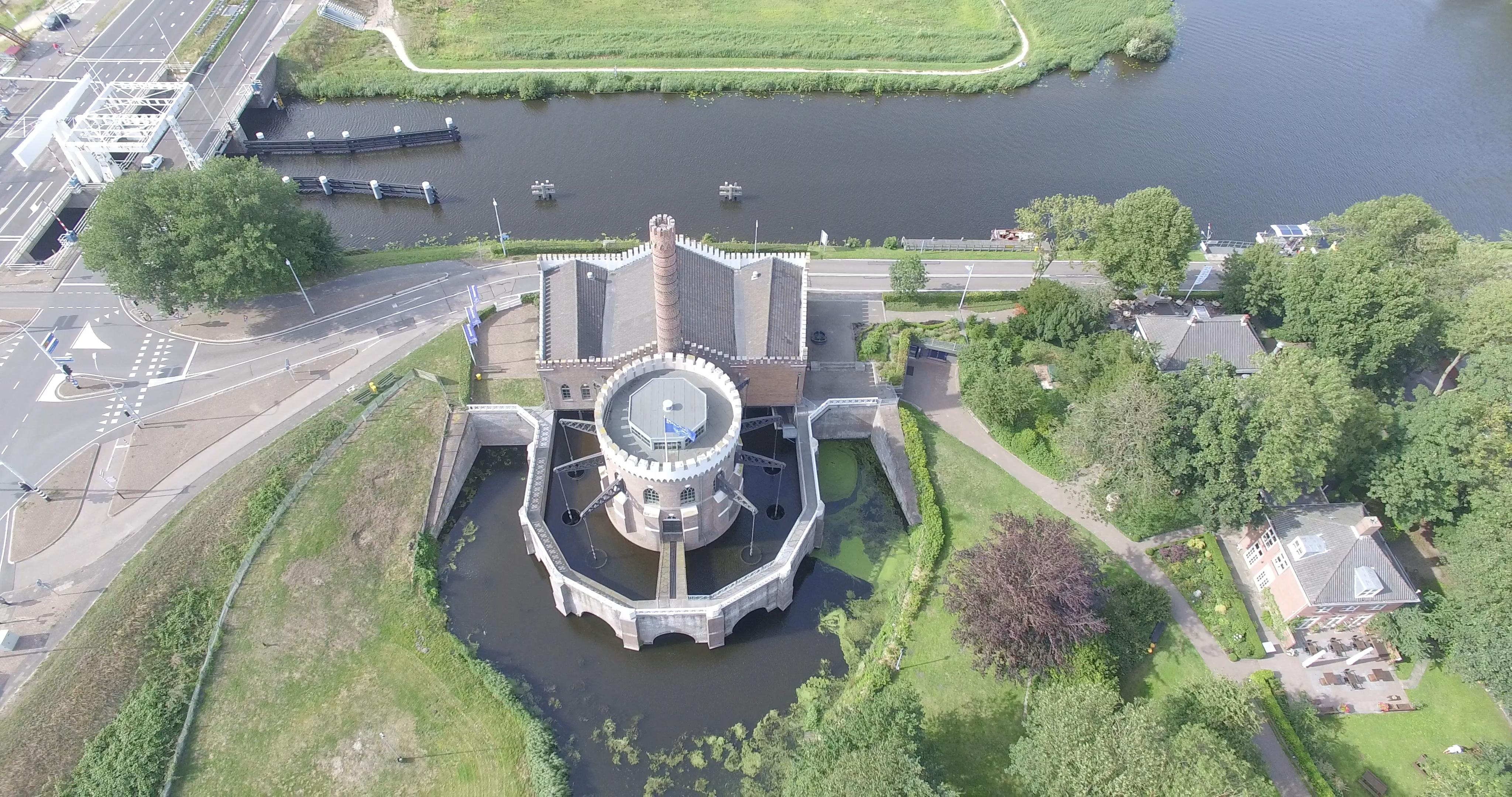
Idem van boven
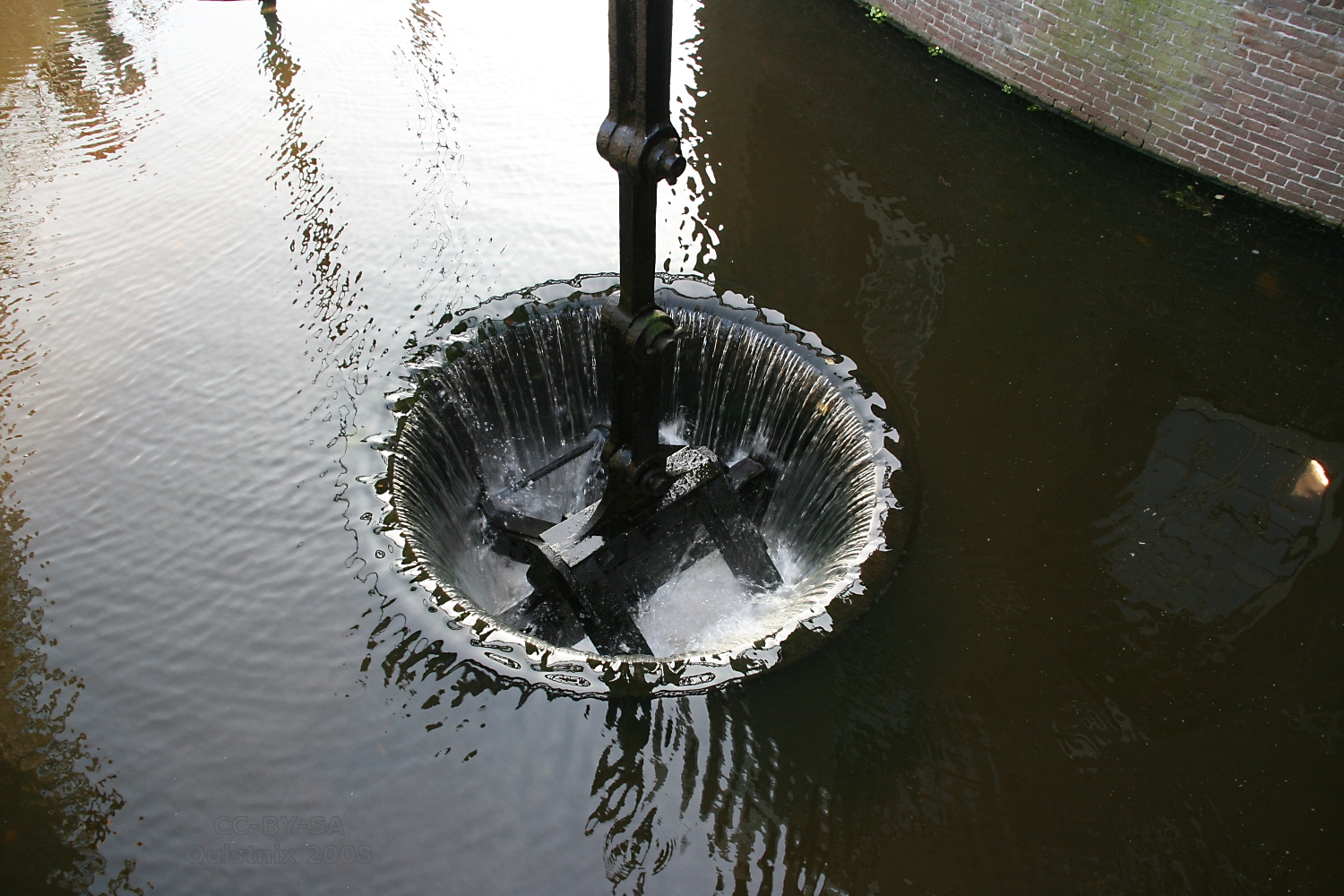
Een van de zuigers tijdens het dalen
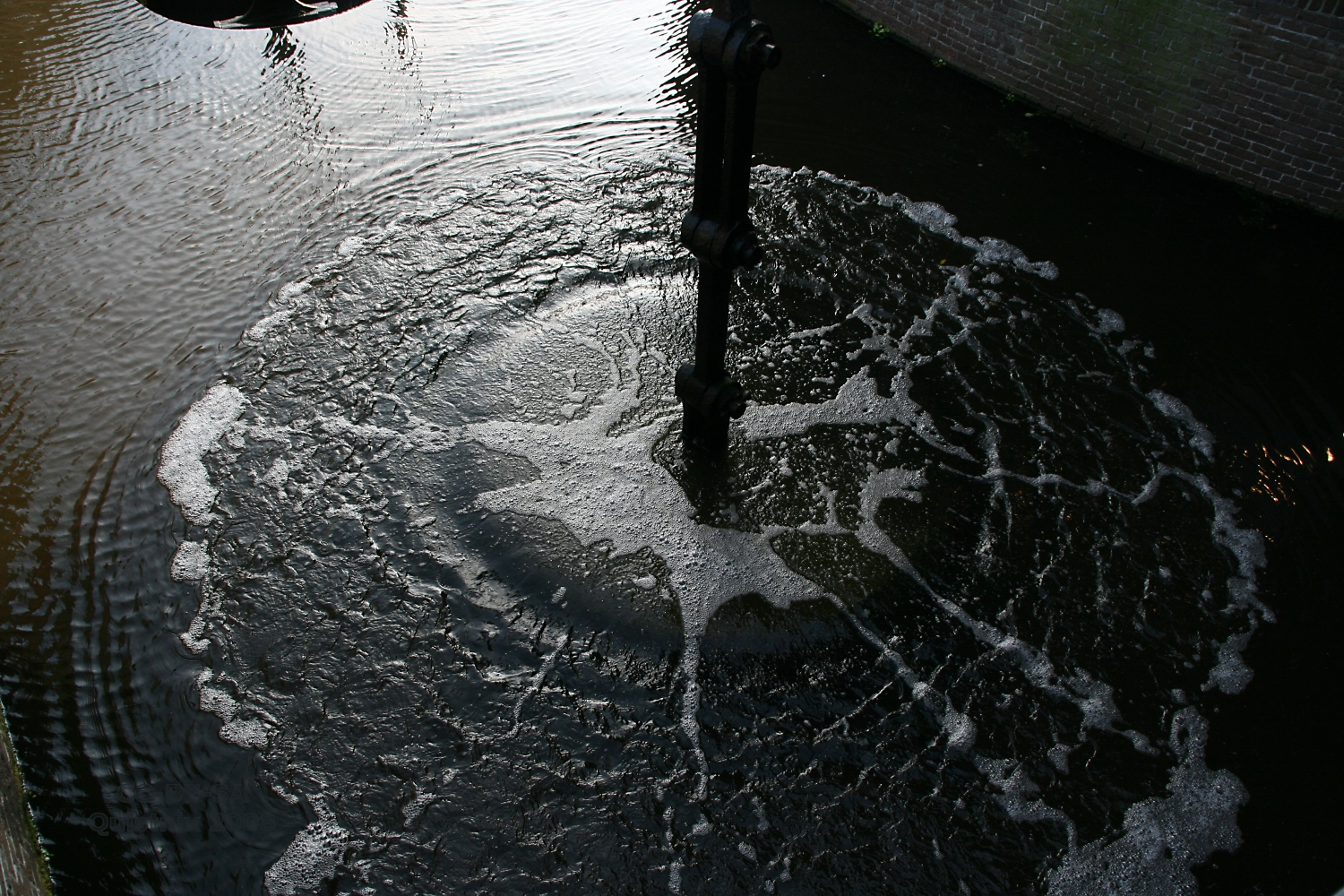
Dezelfde zuiger tijdens het stijgen. Het polderwater wordt omhooggebracht
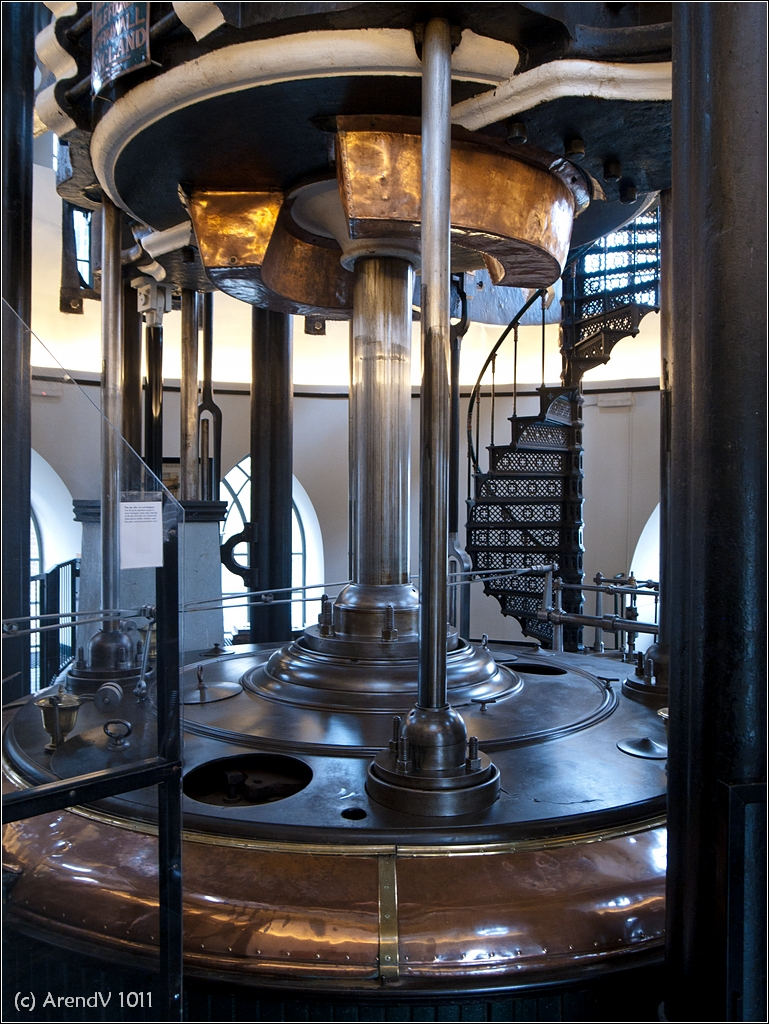
De zuiger van de stoommachine staat in zijn hoogste stand
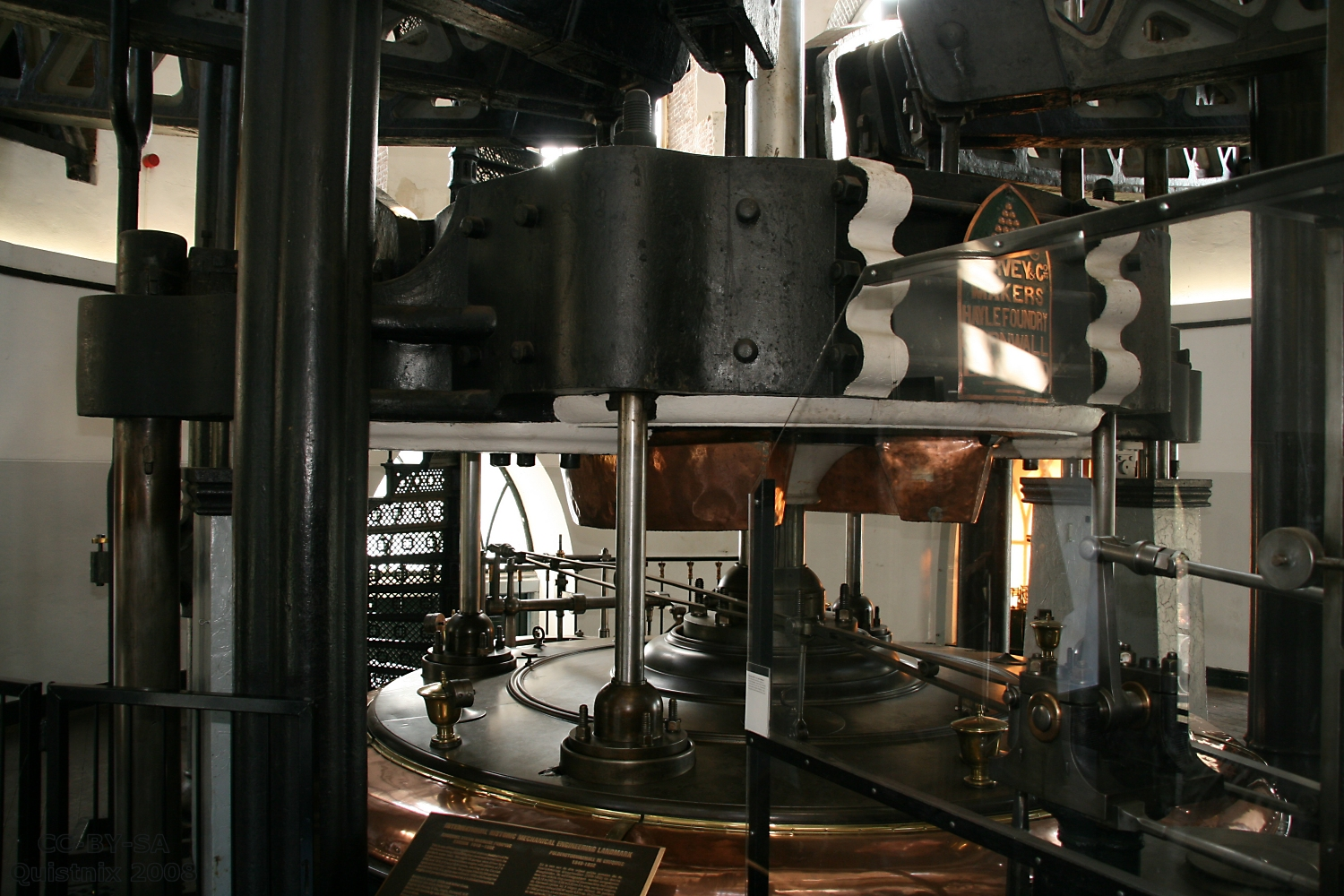
De zuiger van de stoommachine staat in zijn laagste stand
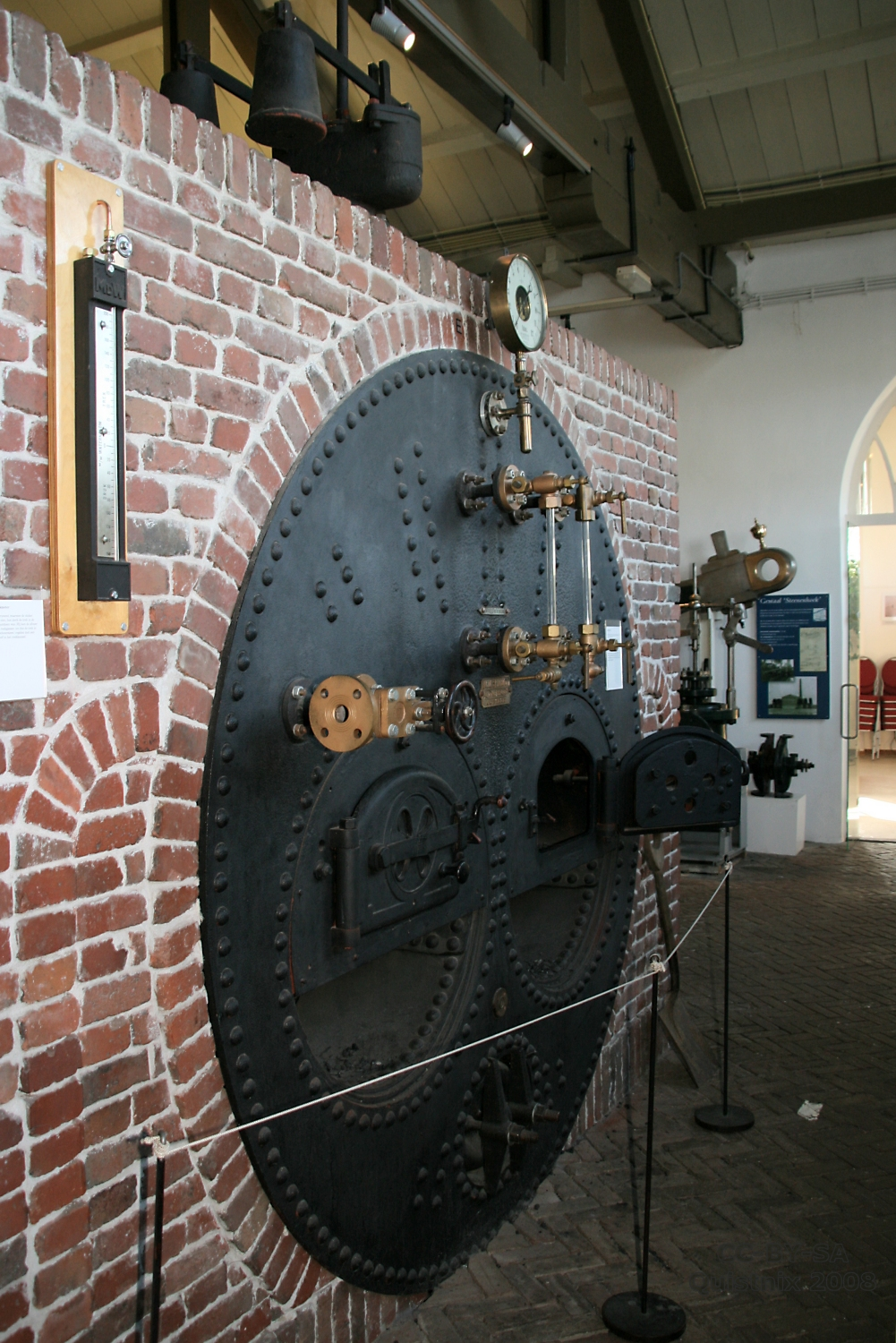
Voorzijde stoomketel
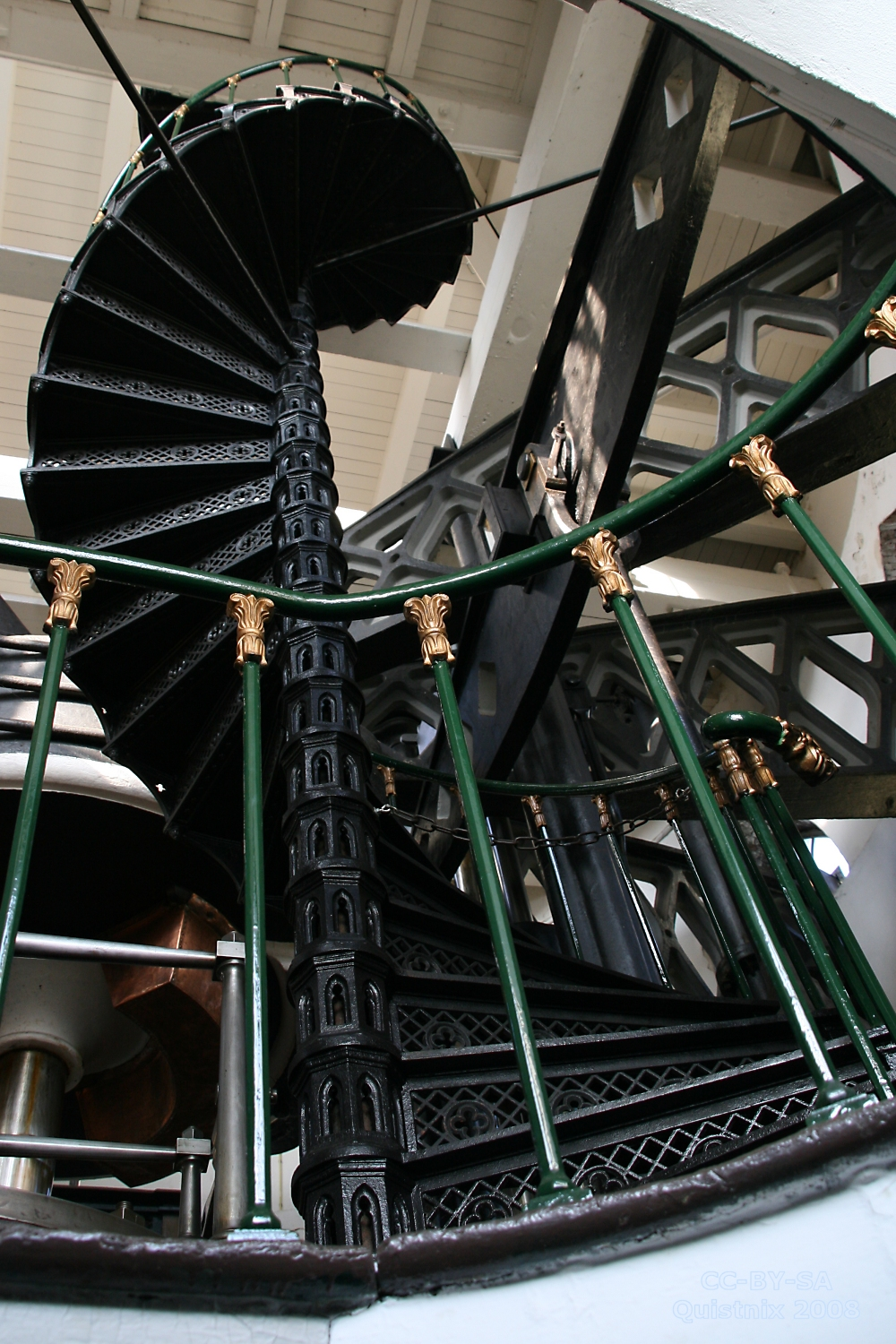
Gietijzeren wenteltrap